# Bojana Radulović
Bojana Radulović (Vršac, 3 gennaio 1984) è una pallavolista serba.
Gioca nel ruolo di palleggiatrice nell'Altay.

## Carriera
La carrieira di Bojana Radulović inizia nel settore giovanile della Stella Rossa. Nel 1998 inizia la carriera da professionista con il Radnički Belgrado, dove gioca per una sola stagione, a cui seguono quelle al Poštar e allo Spartak Subotica. Nel 2001 va a giocare per la prima volta all'estero, ingaggiata dal BKS di Bielsko-Biała. Nella stagione 2002-03 debutta nella Serie A1 italiana con la maglia del Reggio Emilia. Nelle due stagioni successive gioca per l'Asystel, con cui vince una Coppa Italia ed una Supercoppa italiana.
Dopo una stagione nel campionato francese con il Le Cannet, torna a giocare in Italia nel 2006 per il Vicenza Volley. Nelle due stagioni successive gioca nel Chieri, che lascia dopo la retrocessione del club, andando a giocare nel campionato rumeno per l'Universitatea Craiova. Nella stagione 2010-11 torna a giocare in patria, nel Vizura. L'annata successiva, invece, fa ritorno alla Stella Rossa, con la quale si aggiudica la Coppa di Serbia e lo scudetto.
La stagione 2012-13 gioca con lEnisej di Krasnojarsk, squadra neo-promossa nella Superliga russa, senza però centrare l'obiettivo salvezza; nell'annata successiva resta legata al club nonostante la retrocessione in serie cadetta, tuttavia nel mese di dicembre passa all'Atom Trefl Sopot, terminando la stagione nella ORLEN Liga polacca.
Torna in patria nel campionato 2014-15, ingaggiata dal Dinamo Pančevo, club che tuttavia lascia nel gennaio 2015 per accasarsi nella Divizia A1 rumena per la seconda parte di stagione, vestendo la maglia dell'Alba-Blaj, con cui si aggiudica lo scudetto. Nell'annata 2015-16 si trasferisce in Turchia, dove disputa la Voleybol 1. Ligi con il Salihli; nei primi mesi della stagione seguente è impegnata nuovamente in patria, stavolta con lo Železničar Lajkovac, ma nel dicembre 2016 torna in Turchia per la seconda parte della Voleybol 1. Ligi, il campionato cadetto, ingaggiata dal Bolu.
In occasione del campionato asiatico per club 2017 si trasferisce alle kazake dell'Altay, estendendo la permanenza nel club asiatico anche nella stagione successiva, durante la quale si aggiudica campionato, coppa nazionale e supercoppa, manifestazione di cui viene nominata miglior giocatrice.
Nella stagione 2018-19 inizia la Superliga serba con il TENT, ma l'esperienza con il club di Obrenovac dura solo cinque partite, dopodiché Bojana torna all'Altay.

## Palmarès

### Club
- Campionato serbo: 1

2011-12
- Campionato rumeno: 1

2014-15
- Campionato kazako: 1

2017-18
- Coppa Italia: 1

2003-04
- Coppa di Serbia: 1

2011-12
- Coppa del Kazakistan: 1

2017-18
- Supercoppa italiana: 1

2003
- Supercoppa kazaka: 1

2017